# Gabriela Álvarez García
Gabriela del Socorro Álvarez García (Ciudad de México, Siglo XX-2017) fue una física e ingeniera mecánica mexicana. Es conocida por su investigación sobre la energía solar y la transferencia de calor en edificios y sobre el uso de techos reflectantes para reducir la necesidad de aire acondicionado.

## Biografía
Originaria de Ciudad de México, se recibió con la licenciatura en física por la Universidad Nacional Autónoma de México (UNAM). Posteriormente realizó una maestría en ingeniería mecánica en la Universidad Estatal de Nuevo México, regresando más tarde a la UNAM para realizar estudios de doctorado en ingeniería. Completó su doctorado en 1994 con la disertación Transferencia de calor en una cavidad con interacción térmica a través de una cara semitransparente con controlador óptico.
En 1989, se convirtió en profesora e investigadora en el departamento de ingeniería mecánica del Centro Nacional de Investigación y Desarrollo Tecnológico (CENIDET), en Cuernavaca. En 2014 CENIDET pasó a formar parte del sistema del Instituto Tecnológico Nacional de México.
Se desempeñó a nivel internacional en el Comité Técnico 4.5 de la Sociedad Estadounidense de Ingenieros de Calefacción, Refrigeración y Aire Acondicionado sobre fenestración, siendo la primera mexicana en hacerlo.

## Reconocimientos
Álvarez recibió un premio nacional a la innovación en energías renovables de la Secretaría de Energía de México. Fue miembro de la Academia Mexicana de Ciencias.

## Obra seleccionada
- Alvarez, G.; Arce, J.; Lira, L.; Heras, M.R. (2004), «Thermal performance of an air solar collector with an absorber plate made of recyclable aluminum cans», Solar Energy 77 (1): 107-113, doi:10.1016/j.solener.2004.02.007.
- Xamán, J.; Álvarez, G.; Lira, L.; Estrada, C. (Julio de 2005), «Numerical study of heat transfer by laminar and turbulent natural convection in tall cavities of façade elements», Energy and Buildings 37 (7): 787-794, doi:10.1016/j.enbuild.2004.11.001.
- Hinojosa, J.F.; Cabanillas, R.E.; Alvarez, G.; Estrada, C.E. (Octubre de 2005), «Nusselt number for the natural convection and surface thermal radiation in a square tilted open cavity», International Communications in Heat and Mass Transfer 32 (9): 1184-1192, doi:10.1016/j.icheatmasstransfer.2005.05.007.
- Arce, J.; Jiménez, M.J.; Guzmán, J.D.; Heras, M.R.; Alvarez, G.; Xamán, J. (Diciembre de 2009), «Experimental study for natural ventilation on a solar chimney», Renewable Energy 34 (12): 2928-2934, doi:10.1016/j.renene.2009.04.026.
- Hernández-Pérez, I.; Álvarez, G.; Xamán, J.; Zavala-Guillén, I.; Arce, J.; Simá, E. (Septiembre de 2014), «Thermal performance of reflective materials applied to exterior building components—A review», Energy and Buildings 80: 81-105, doi:10.1016/j.enbuild.2014.05.008.